# Historia del Club San José

## Antecedentes
Se sabe que San José tuvo sus inicios hacia los años 1930, se conoce la versión de diversos periodistas, cronistas, exdirigentes y escritores orureños.
Desde 1930 los trabajadores mineros conformaron varios equipos para participar en los campeonatos intermineros, es así que el primer club predecesor fue "Cordillera Royal", posteriormente "Sparta", luego "Will Cats" y el último equipo lo conformaron  a inicios de 1940 bajo el denominativo de  "Huari House". La versión más conocida y aceptada sobre esta denominación es que proviene de Huaricocha dios supremo dentro del Imperio incaico. Estos equipos lograron diversos títulos, siendo también los primeros trofeos obtenidos desde su fundación no oficial.
Es por esto que en la primera foto de San José luego de su fundación el equipo ya posaba con varios trofeos obtenidos por estos equipos.

## Fundación y era amateur (1942-1953)
El Club San José fue fundado el 19 de marzo de 1942, frente a los campamentos de la mina San José, a iniciativa de un grupo de trabajadores mineros, encabezados por el ingeniero neerlandés Harry Keegan. Ese mismo día se firmó el acta de fundación, y Salustio Rocha fue elegido como el primer presidente de la institución, Felipe Mendivil como vicepresidente, Abel Baspineiro como secretario general, Julio Aguirre como secretario de hacienda, Lucio Beltrán como secretario de prensa y propaganda y Lucio Mendivil como tesorero. Se nombró presidente honorario a Harry Keegan, dando nacimiento de esta manera a la «genuina representación de Sebastián Pagador».
El objetivo era formar un club social cuyo objetivo fuese la práctica del deporte, en especial el fútbol, que fue desde los comienzos la esencia del club y aunque ya se practicaban diversos deportes como el boxeo o el básquetbol, aquel permaneció como la disciplina deportiva sobre la que se sustenta la entidad y la que le valió su reconocimiento a nivel nacional e internacional.
El primer nombre del club fue "Liga Deportiva San José". El nombre surgió por tres motivos: el primero fue por haber sido fundado frente al campamento minero del mismo nombre, el segundo porque ese día es dedicado a José de Nazaret en la religión católica. y el tercero porque fue fundado como un club polideportivo debido a los éxitos deportivos que los equipos de la mina San José lograron en la década de los 30 y 40 del siglo XX, puesto que también se abarcaba las disciplinas del tenis, boxeo, golf, tenis de mesa, balonmano y atletismo.
San José por entonces no estaba afiliado a ninguna organización, por lo que los encuentros eran de carácter amistoso, en un inicio, el equipo jugó el campeonato interminero, dónde obtuvo varios títulos, ese mismo año, San José
se inscribió en el Registro de la Asociación de Fútbol Oruro creada el 21 de junio de 1921, dónde comienza a participar en los campeonatos organizados junto a equipos históricos de Bolivia como Oruro Royal Club —decano del Fútbol de Bolivia—, Bolívar Nimbles, American de Machacamarca, Calaveras F. B. C., Internacional, Ingenieros de la Facultad Nacional de Ingeniería, White Star, entre otros, en donde obtuvo notables resultados y el club comenzó su etapa de expansión.
El primer encuentro del club tuvo lugar el sábado 25 de julio —cuatro meses después de la fundación del club—, a las 15:00 (UTC-4) en el Estadio Oruro Royal, ante la selección de Machacamarca, que por aquel entonces jugaba en la División de honor de Oruro, el encuentro culminó con una goleada por 7 a 1 a favor de San José (con 5 goles de Gumercindo Gómez y 2 de Eusebio Pérez), comenzando una larga historia deportiva.
A finales de 1942, San José logra acceder a la División de honor de Oruro. Festejando de esta manera el ascenso conseguido, justamente en el primer año de la entidad participó en la categoría 
Intermedia de la AFO, ese año el club logra el título y un rápido ascenso de categoría, siendo un debut sensacional en el torneo Amateur de la AFO.
Las insuficientes y poco correctas crónicas de la época no permiten esclarecer con certeza lo que ocurrió hasta 1949, cuando el 18 de diciembre de 1949 San José obtiene el título de la Asociación de Fútbol Oruro al derrotar a Ingenieros por 2 a 1, esta sería la primera copa conseguida por el equipo inmediatamente después de lograr el ascenso a la máxima categoría de la AFO.
Plantel campeón: Dionisio Cahuana, René Giménez, Teófilo Bastos, Julio Aguirre, Eliodoro Flores, José Aldapiz, Máximo Uzeda, Paulino Ovando, Luis Moruno, Alejandro Rocha, Jacinto Murillo, Eusebio Pérez, Osvaldo Enríquez, Alejandro Vaca, Gumercindo Gómez y Manuel Rocha.
En 1951, el equipo santo lograría nuevamente el título de campeón de la Asociación de Fútbol Oruro, tras vencer al Oruro Royal en el encuentro final por 3:0, con triplete de Jacinto Murillo. El trofeo en aquella ocasión fue donado por el cónsul de España.
A inicios de 1952, tras el título de la temporada anterior dejan la institución Vitalio Maldonado y Emeterio Martínez Paz (dos importantes figuras de San José en sus primeros años).
En 1953 se llevó a cabo el último campeonato en la era amateur, donde San José obtuvo el campeonato por gol diferencia tras empatar con el Oruro Royal a 16 puntos, marcando treinta y siete goles, mientras que su rival anotó treinta y dos. En ese torneo, Jorge Orellana, Nicolás Carrión, Jacinto Murillo, Humberto Murillo y Agustín Cortez, fueron los goleadores del equipo. El goleador del torneo fue el "cañonero" Humberto Murillo, con trece goles. Ese mismo año el club se refuerza con Jorge "Turco" Orellana.
El periódico La Patria del 12 de noviembre de 1953 manifestó lo siguiente:
“San José fue declarado campeón de Oruro por gol average, en una campaña por demás convincente para su hinchada y los directivos, que consiguieron el título sin mayores objeciones."
El delantero Gumercindo Gómez (quien se mantendría en el equipo hasta mediados de los '50) es considerado una parte destacada en el conjunto de San José de aquellos tiempos, siendo fundamental para la obtención de los títulos en la AFO.

## Años 1950: «los Húngaros»
Aunque en 1950 arribó la profesionalización del fútbol a Bolivia, en 1954 recién se inauguró el primer campeonato de la era profesional de la Asociación de Fútbol Oruro, siendo esta la segunda asociación en pasar al profesionalismo luego de la Asociación de Fútbol de La Paz (1950).
En 1954 bajo el mandato del entrenador húngaro Adalberto Rosemberg, San José logró alcanzar el primer título profesional de la historia de la AFO, al lograr el Campeonato de la Asociación de Oruro. Convirtiéndose en el quinto equipo en salir campeón del profesionalismo en su asociación departamental, los primeros campeones profesionales habían sido Bolívar, Always Ready, The Strongest y Bolívar en 1950, 1951, 1952 y 1953 respectivamente. También ese año llegaría al club un joven jugador Armando Escobar que pronto sería la figura más destacada del equipo en la década de los años 50.
Todo el plantel de jugadores campeones eran mineros. De esta manera el plantel estaba conformado por los siguientes jugadores: Eliodoro Flores, Teófilo Bastos, José Aldapiz, René Giménez, Máximo Uzeda, Julio Aguirre, Dionisio Cahuana, Luis Moruno, Alejandro Rocha, Eusebio Pérez, Jacinto Murillo, Gumercindo Gómez, Osvaldo Enríquez, Paulino Ovando, Alejandro Vaca Guzmán y Manuel Rocha. Aquel año, también debutaría en el club a los 18 años de edad Armando Escobar (quien se convirtió en el primer gran ídolo del club).

### Campeonato Nacional Integrado (1954-1959)
Luego de coronarse campeón de Oruro tuvo el derecho de participar en el Campeonato Integrado de la AFLP ese mismoaño, dónde participaron solo los clubes de La Paz y el único representante de Oruro fue San José, compitiendo por el título de campeón nacional.
Fue precisamente San José el primer club orureño y el primero del interior del país en hacerse profesional, luego de solicitar su incorporación al campeonato profesional Integrado, de esta manera participó en el primer campeonato Interdepartamental. El equipo obtuvo el sexto lugar de entre nueve equipos, todos paceños, producto de tres victorias, ocho empates y cinco derroras.
Comenzaban a sobresalir las estrellas de Francisco Bonifacio, Alfredo Ágreda, Juan Pedro Valdivia, Silvano Valdivia, Armando Escóbar, los hermanos Murillo Humberto y Jacinto, Benjamin Maldonado y Freddy Arévalo.

### El primer título nacional. Los Húngaros del 55

En 1955 San José ganó su primer título nacional.

Armando Escobar, considerado en la época como unos de los mejores delanteros del país.

En 1955 se inaugura el Estadio Jesús Bermúdez con un cuadrangular internacional, con los equipos orureños de San José y Oruro Royal frente a Alianza Lima de Perú y Bonsuceso de Brasil.
En el Torneo integrado 1955, San José obtiene su primer título nacional con 29 puntos, producto de 13 victorias, 3 empates y 4 derrotas. Marcando un hito en el fútbol boliviano al convertirse en el segundo equipo en salir campeón nacional y el segundo del Torneo Nacional Integrado, competición que contaba con la participación de clubes de La Paz, Oruro y Cochabamba.
Este fue el equipo al que se denominó los "Húngaros", por lo que la prensa describía como su estilo de juego similar al de la Selección de Hungría en la Copa Mundial de 1954. Precisamente por aquellas goleadas que les propinó a sus rivales (9-0 a Corea del Norte, 8-3 a Alemania, 4-2 a Brasil y 4-2 a Uruguay). De manera similar San José goleó a sus rivales en 1955: 9 a Ferroviario, 7 a Ingavi, 5 a Unión Maestranza, 5 a The Strongest, 5 a Bolívar, 5 a Litoral y 5 a 0 al Aurora. Fue el periodista Tito de la Viña quién puso el apodo de Húngaros al equipo.
Ese mismo año San José marcó el primer gol de arco a arco en la historia del fútbol boliviano, fue 
convertido por el canserbero Francisco Bonifacio ante Jorge Wilstermann.
En los últimos partidos, San José derrotó a Ingavi el 19 de diciembre en La Paz por 3-2, con esta victoria San José estaba a un punto del campeonato. El torneo continuó el año siguiente y el 6 de enero de 1956 San José se consagró Campeón nacional tras empatar con Unión Maestranza 2 a 2 en el Estadio  Hernando Siles con goles de Armando Escobar al minuto 12, empató Máximo Alcócer a los 27' en el segundo tiempo nuevamente San José se puso en ventaja con gol de Escobar al 60' y Alcócer selló el empate al minuto 80'.
El periódico La Nación del 7 de enero de 1956 manifestó lo siguiente:
“Indescriptible júbilo domina a la afición futbolística orureña con la obtención del título máximo del fútbol boliviano logrado por San José, sinónimo de pasión y cariño de los aficionados orureños sin excepción. El bravo equipo "santo" obtiene así el galardón mayor del fútbol profesional por primera vez en su segunda incursión en esta clase de lides. Justo premio a tanto esfuerzo, a tanto sacrificio. LA NACIÓN saluda al campeón de 1955 felicitándolo por su magnífica campaña en un torneo inolvidable para los aficionados orureños que paladean así la máxima satisfacción. Ningún equipo hizo más meritos que el "santo" aunque varias veces hicieron demostraciones más cabales. Pero la regularidad y el corazón de los bravos "quirquinchos" de la Ciudad del Pagador no tiene parangón. Por eso justificamos su victorioso final."
El 16 de enero, ya como campeón empató 2 a 2 con Bolívar en La paz, los goles fueron convertidos por los "Maestros" Armando Escobar y Víctor Agustín Ugarte, dos grandes figuras del fútbol boliviano. San José que brindó un gran espectáculo futbolístico fue vitoreado y prácticamente obligado por los aficionados a dar la vuelta olímpica donde el público paceño y los cientos de hinchas que se trasladaron en tren a esa capital, premiaron con aplausos al gallardo campeón nacional de fútbol.
El periódico La Patria del 17 de enero de 1956 manifestó lo siguiente:
"San José ratificó la conquista del título del campeón de 1955, luego de una brillante exhibición futbolística frente a Bolívar, que obligó a la Vuelta Olímpica y al aplauso del público paceño que debió reconocer los méritos del campeón. SALUD A LOS CAMPEONES...!"
Los santos acumularon 29 puntos, con 54 goles a favor para lograr su primera estrella de campeón nacional dejando atrás a sus escoltas paceños Chaco Petrolero (24) pts y Bolívar (23) pts.
Para cerrar la campaña, el campeón recibió el domingo 29 de enero a Jorge Wilstermann, ante más de veinte mil aficionados que al no tener cabida en las graderías, se ubicaron en la pista atlética del  Estadio Monumental Oruro. San José logró vencer por 3 a 1, abrió la cuenta Humberto Murillo, con un impresionante gol olímpico a los 2 minutos. En el segundo tiempo, llegó el gol del empate mediante César Sánchez en el minuto 63, Benjamín Maldonado, sobre los 75 minutos derrota al golero Hurtado de Jorge Wilstermann para el 2-1.
Luego los hinchas del cuadro rojo provocan la batalla campal porque el árbitro Arturo Ortubé cobro un tiro penal en favor de San José y finalmente Jorge Orellana convierte a los 85 minutos decretando el 3-1 definitivo, conquistando así el torneo denominado "Tres Ciudades".
Dirigentes: Ing. Manuel Flores, Gerente de la Empresa Minera San José, apoyado por el directivo Felipe Mendivil.
Cuerpo técnico: Entrenador: Rodolfo Maida. Kinesiólogo: Néstor Torrico.
Plantilla: Francisco Bonifacio, Silvano Valdivia, Juan Pedro Valdivia, René Torrico, Gerardo Vargas Oroza, Jorge Marcilla, Ramón Honores, Alfredo Ágreda, Jorge Orellana,  Nicolás Carrión, Jacinto Murillo Romay, Oscar Bellott, Humberto Murillo Romay, Roberto Gutiérrez, Roberto Román, Armando Escóbar, Hugo Peláez, Benjamín Maldonado, René Barrientos, Luis García, Luis Castro, Norberto Fernández y Desiderio Montaño.
En el Campeonato Integrado de 1956 San José representó a Oruro juntó al Oruro Royal, y por primera vez participaron dos equipos por Oruro, el Santo finalmente se adjudicó el cuarto puesto de catorce equipos mientras que el Royal fue penúltimo.
Con la fama adquirida en el campeonato integrado, el equipo se volvió más popular incluso que el Oruro Royal Club, que por ser el primer equipo de Fútbol de Bolivia, era, en esos tiempos, el equipo con mayor hinchada en la ciudad de Oruro.
En 1957 se organizó por primera vez el torneo Nacional Mixto que fue organizado por la AFC, la AFO y los centros mineros de manera paralela al Torneo Integrado de la AFLP por divergencias. En este campeonato San José participó nuevamente junto al Oruro Royal.
San José obtuvo el tercer lugar, luego de jugar doce partidos logró cinco victorias 2 empates y cinco derrotas marcó 34 goles y recibió 22 fue el segundo equipo que más goles convirtió y el tercero que menos recibió.
En marzo de ese año se produjo un accidente de aviación luego del partido Jorge Wilstermann - San José que se disputó en la ciudad de Cochabamba, en aquella ocasión San José ganó por un gol a cero. Debido a la euforia que causó dicha victoria, los hinchas del Santo en esa ciudad, decidieron festejar a los jugadores. Aquel hecho hizo que perdieran el vuelo que estaba preparado, sólo subieron al avión dirigentes del plantel. El avión partió después del partido, pero nunca llegó a su destino porque a los pocos minutos de despegar se estrelló en el sector de Ch´alla. No hubo sobrevivientes.
En el accidente fallecieron los dirigentes Hugo Peláez Peña, el doctor Villavicencio, Julio Aguirre, el Ingeniero Arce y José López Rivas.
También a mediados del 1957 San José disputa el Torneo Cuadrangular Internacional de Clubes de la Federación Boliviana de Fútbol", consagrándose subcampeón de dicho torneo internacional de carácter amistoso.
A principios de 1958, la FBF organizó la primera copa nacional de país, la Copa República, con la participación de 8 clubes profesionales de las 3 principales asociaciones, la AFLP, la AFC y la AFO. Participaron por este torneo San José nuevamente juntó al Oruro Royal.

## Años 1960: Consagración local
En los años posteriores, el traspaso de varios de los principales futbolistas del club a otras instituciones sumado a la política de no realizar grandes contrataciones en favor de impulsar a los jugadores surgidos desde las categorías inferiores, hizo que el San José no pudiese repetir las actuaciones de los años 1950, ubicándose normalmente en la parte media del campeonato de Primera División.
En el Campeonato Nacional de 1960 que arrancó en diciembre, San José inauguró el campeonato nacional junto al Bolívar, en el Estadio Olímpico de La Paz, con resultado de empate 1:1, San José finalizaría en el tercer puesto de su grupo y no logra clasificarse al cuadrangular final por gol diferencia. Jugando 6 encuentros donde ganó 2, empató 1 y perdió 3.
El campeonato nacional de 1961 fue muy particular por dos razones. La primera es que fue uno de los dos campeonatos de la historia en el que participaron equipos de los nueve departamentos del país. La segunda es que fue la primera vez en que jugaron indistintamente equipos profesionales y amateurs, un total de 16 participantes de los que sólo tres eran profesionales (Municipal, Aurora y Ciclón). De esta manera aquel año San José sólo compitió en el torneo de la AFO.
En agosto de aquel año, el Club Always Ready se refuerza con los principales futbolistas del fútbol boliviano para iniciar su gira europea, de esta manera San José aporta a su capitán y máxima figura, Armando Escobar.
En 1962 no se realizó ningún torneo en el país, ya que la selección boliviana se preparaba para disputar el Campeonato sudamericano en Bolivia.
En el Campeonato Sudamericano 1963, Bolivia se consagra campeón del torneo por primera vez en su historia, San José aporta en un principio al habilidoso Armando Escobar, pero, en un encuentro amistoso entre la selección y San José, el entrenador Danilo Alvim decide reemplazar a Escobar por Edgar Quinteros, el mismo jugador años más tarde explicó el suceso:

Todo fue por un gol que no convertí al equipo de mis amores. Era 1963, la Selección tenía un partido de preparación en Oruro y jugaba contra San José. Ganaba el equipo orureño por 1 a 0, gol convertido por Edgar Quinteros.

Posteriormente, me tocó anotar para la Selección, me pasaron la bola y dibujé a todos, pero no quise marcar el tanto y fallé frente al arquero. Todos se dieron cuenta que fallé a propósito, es por eso que decidieron sacarme de la selección del 63 y en mi lugar fue Edgar Quinteros.

En el campeonato de 1963, San José supera la primera fase del torneo y en la fase final se enfrentó a Aurora y Jorge Wilstermann, adjudicándose el tercer lugar.
En 1964, el equipo sale campeón del torneo local, luego de diez años, sobre su similar de Unión Obrera. En el Campeonato Nacional de ese año de la FBF, el equipo Santo supera la primera fase tras vencer a San Cristóbal de Llallagüa, en la segunda fase se clasifica tras superar a los conjuntos de Quechisla y Los Andes, de esta manera alcanza la fase final donde terminaron nuevamente en tercer lugar.

## Años 1970: la creación de la Liga

El plantel que hizo una gira de amistosos en Chile (1975). ARRIBA De Izquierda a Derecha: Genaro Frontanilla, Carlos Alberto Castro, Gilberto Aloise Nené, Marcelo Limariño, Antonio Santiago Modesto, Oswaldo Berrios, Justo Quispe y Juan Antonio Valdez. ABAJO: Jhonny Montaño, Carlos Herrera, Manuel Antequera, Milton Reyes y Julio Méndez.

Segundo Nicolás Pidcova arquero de los años '70.

Rubén 'Pato' Almagro, brillante mediocampista de los años 70'.

## Años 1980: crisis institucional
Los años 80 no fueron buenos para la institución. Tras la relocalización minera en 1985, el club atravesó un mala situación económica. Por primera vez en su historia quedó ubicado en mitad de tabla para abajo. El equipo perdió jugadores importantes. Es de destacar que, entre 1985 y 1989, San José ganó todos los encuentros por la permanencia de categoría, a pesar de la difícil situación económica que atravesaba.

Nelson Arévalo: el presidente que asumió la institución hacia finales de los años 80, su gestión al frente de San José fue, sin duda, la más brillante para el club, tanto a nivel económico como deportivo.

Roberto 'el loco' Sevilla arquero de los años '80.

Carmelo Angulo, uno de los mejores punteros del club.

## Años 1990: «La Década de Oro»

San José fue la sensación de los años 90. En la imagen el plantel campeón de 1995.

La década de 1990 significaría el comienzo de la era dorada de San José. Logros como el primer título de la Liga de Fútbol Profesional Boliviano y la primera participación en la Copa Libertadores de América.

Daniel 'El Tata' Valencia, figura e ídolo de San José.

Freddy Cossio, uno de los mejores centrocampistas en la historia del club.

Juan Ernesto Lezcano, el gran delantero argentino de los años '90.

## Años 2000: la llegada de Florencio España
El 2001 fue el segundo año consecutivo de San José en su asociación departamental, esta vez con el retorno de José Sánchez Aguilar a la presidencia y bajo la dirección técnica de Ramiro Vargas, se armó un gran plantel, nombres como Valentín Zanca, Wilson Sánchez, Mauro Blanco, Joel Padilla, Fernando Vargas, Roger Vera, Iver Vaca, Germán Ruiloba, Edmundo Saavedra, Máximo Salazar, y refuerzos extranjeros de origen argentino como Luis Alberto Orellana, Óscar Omar González, Norberto Kekez y el colombiano Henry Hernández fueron los encargados de conseguir el retorno del club a la máxima categoría.

Festejo de San José tras la obtención del Torneo Clausura 2007.

En 2007, tras la renuncia del entrenador Vladimir Soria, fue elegido Marcos Ferrufino como nuevo entrenador por la dirigencia. Con Ferrufino al mando del equipo San José lograría el título del torneo clausura 2007, teniendo como figura principal al brasileño Álex da Rosa, quién convertiría el gol que le dio el triunfo en la final por el campeonato ante La Paz Fútbol Club.

## Años 2010: Aspiraciones y consolidación

### La cuarta estrella

Jair Reinoso, fue figura del cuarto título nacional ganado por San José en el clausura 2018.

Para el Torneo Clausura 2017 se presenta, el 6 de junio, a Julio César Uribe como nuevo director técnico. El club se refuerza con los jugadores Javier Sanguinetti, Heber Leaños, Diego Zamora y José Luis Tancredi, además del retorno de Carlos Saucedo, Marcelo Gomes, Ronald Segovia, Ignacio García y Abdón «El Demonio» Reyes. El mal desempeño deportivo llevó al despido de Uribe, siendo reemplazado por Néstor Clausen.
En 2018, tras la salida del entrenador Clausen, la dirigencia presentó el 8 de enero a Eduardo Villegas como nuevo director técnico, ya por entonces consagrado como el técnico más ganador del fútbol boliviano. Entre los jugadores que se incorporaron al plantel se encontraban: Rodrigo Ramallo, delantero proveniente de The Strongest, los hermanos Jair y Didi Torrico, provenientes de Sport Boys, también proveniente del mismo club el defensor Mario Cuéllar y de Universitario de Sucre el mediocampista Victor Hugo Melgar, quiénes se constituirían en jugadores clave.
El club debutó en el Torneo Apertura 2018 el 27 de enero, cayendo como local ante Nacional Potosí por 1-2, sin embargo, sería desde su segundo partido que no volvería a ser derrotado, logrando 6 victorias de forma consecutiva. San José término su serie con un invicto de 13 partidos, con 9 triunfos y 4 empates, logrando 31 puntos y con 9 puntos de ventaja sobre su perseguidor. Mientras que en su participación en la Copa Sudamericana fue eliminado en la primera fase por El Nacional.
En cuartos de final eliminó categóricamente a Destroyer's, luego de vencerlo por un marcador global de 8-1, perdiendo sorpresivamente como visitante en la ida, el 6 de mayo, por 0-1 y terminando con el invicto de 13 partidos sin derrotas. En el partido de vuelta, el 12 mayo lograría vencer por 8-0, forzando así a los penales, en los que el conjunto Santo se impondría por 4 a 0, clasificándose a la siguiente fase. En semifinales sin embargo caería ante Jorge Wilstermann. En la definición por el tercer puesto se enfrentaría al Bolívar, venciéndolo cómodamente por un global de 6-0.
Para el Torneo Clausura 2018, la plantilla se mantuvo, siendo el plantel de la V azulada, serio candidato al título, fue luego de las resonantes victorias ante Sport Boys (6-0), Real Potosí (5-0) y Oriente Petrolero (1-3), que el plantel ocuparía los primeros puestos. A la pelea por el título se sumaron The Strongest de César Farias y un sorpresivo equipo de Royal Pari conducido por Roberto Mosquera.
Como líder del torneo desde la vigésima jornada, San José vencería como visitante, el 6 de diciembre, a Nacional Potosí por 2-5, posteriormente, el 9 de diciembre, derrotaría a Oriente Petrolero 5 a 0 y en la penúltima fecha del torneo se imponía a Blooming por 1-3.
Sin embargo todo se definió en la última fecha, cuando enfrentó a su inmediato perseguidor, Royal Pari, el 19 de diciembre en Oruro y luego de empatar 1-1, se consagró campeón por cuarta vez en su historia, 12 años después de su último título nacional. El gol del título lo convirtió Jair Reinoso. El plantel campeón estuvo conformado por los guardametas Carlos Franco, Gustavo Salvatierra y Jesús Careaga, los defensores Marcos Barrera, Mario Cuéllar, Jair Torrico, Ariel Juárez Ronald Segovia, Heber Leaños, y Jorge Toco, los mediocampistas Mario Ovando, Kevin Fernández, su capitán Didi Torrico, Victor Hugo Melgar, Marcelo Gomes y Javier Sanguinetti, quién fue elegido mejor jugador del campeonato, y los delanteros Miguel Suárez, Rodrigo Ramallo, Carlos Saucedo y Jair Reinoso como principal figura de aquel título. Mientras que, Eduardo Villegas estableció un récord al ser el primer técnico en salir campeón como jugador y como entrenador en el club.

## Años 2020: crisis institucional, descenso y retorno a la Asociación de Fútbol Oruro

### 2019-2021: Del título al descenso
En diciembre de 2021 y durante la crisis financiera, se da a conocer la desafiliación de San José de la Primera División, luego de afrontar todo el torneo con un plantel conformado por juveniles. El club logró la mala racha de 40 partidos sin ganar quedándose así con la tercera peor racha de partidos sin ganar de forma consecutiva a nivel mundial, por detrás de los 41 partidos de los Tiburones Rojos de Veracruz y FC Chernomorets Burgas de Bulgaria, que dejó la marca de 43 partidos consecutivos sin conocer la victoria en 2007.
Desde 2022 el club se encuentra vigente en la Asociación de Fútbol Oruro, amenazado con su desaparición por las deudas contraídas el año 2019.

#### El casoGualberto Villarroel San José
Ese mismo año el Club Gualberto Villarroel va a realizar una serie de cambios estéticos, en todos sus símbolos, de gran similitud con San José, a tal punto es la similitud que se lo ha denunciado como un evidente caso de plagio por los seguidores de San José, el que pudiera ser considerado el más grande en la historia del fútbol boliviano, pues además se entonan las famosas mediodías del club durante sus encuentros, se utiliza el lema del club. Debe aclararse que San José no posee ningún tipo de relación con Gualberto Villarroel. Pero debido al desconocimiento o la simple ignorancia de estos hechos por parte de los aficionados deportivos y los propios medios de comunicación nacional, el 30 de enero, el entonces presidente del tribunal de honor de San José, Ernesto Aranibar informó: “Si estamos hablando del proyecto del GV que han lanzado el grupo de inversionistas y dirigentes y socios de Oruro, nada tiene que ver con el San José legendario. San José sigue vigente. San José se está preparando para presentar su equipo en la primera B este año en la Asociación de Fútbol de Oruro". Pese a todo el Club San José no ha realizado ninguna demanda por plagio.
Después de su descenso al final de la temporada 2021, el club tenía que saldar sus deudas que contraía desde el 2019, por lo cual no participaron la temporada 2022 para poder ascender, a mediados del año 2023 el club logró participar en el torneo de Primera B de la AFO luego de estabilizarse de su crisis financiera, a mitad del torneo el club fue sancionado por deudas con los jugadores de las temporadas 2019-2021 con 6 puntos menos, el club término la temporada 2023 en 6° lugar al final del torneo, y se mantiene todavía en la Primera B, el cual va a disputar el 2024.